# Obwód murmański

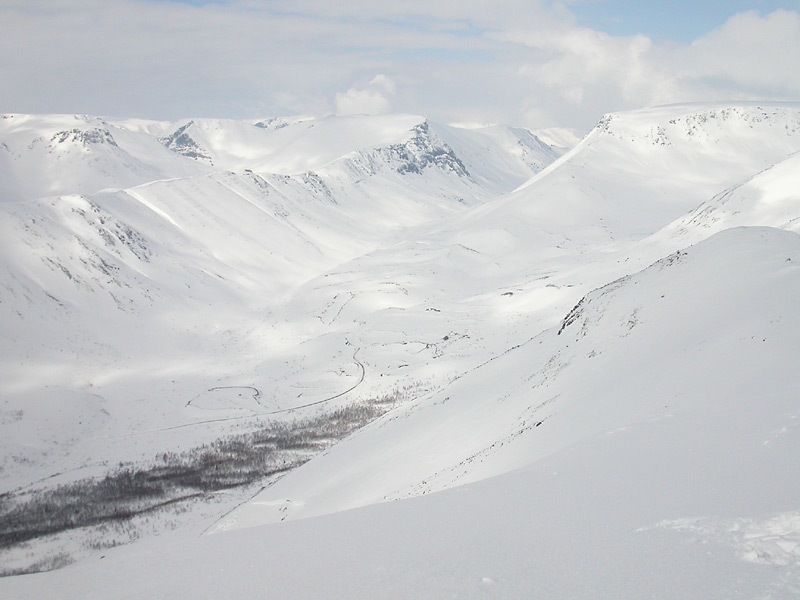
Główne pasmo górskie obwodu – Chibiny w okresie zimowym

Obwód murmański (ros. Мурманская область) – jednostka administracyjna Federacji Rosyjskiej, położona na północnym zachodzie europejskiej części kraju.

## Geografia

### Powierzchnia
Obwód murmański zajmuje powierzchnię 144,9 tys. km². Obszar ten to teren górzysty i pagórkowaty. W centrum regionu znajduje się niezbyt wysoki masyw górski o nazwie Chibiny, którego najwyższy szczyt – Judyczwumczorr wznosi się na wysokość 1191 m n.p.m. Przez teren obwodu płyną liczne rzeki; znajduje się tutaj wiele jezior.
Dużą część pasm górskich Chibiny i Łowoziorskije tundry zajmuje Park Narodowy „Chibiny”.
Większą część obszaru obwodu pokrywa tundra i lasotundra, a południe regionu porastają lasy tajgi. Na terenie obwodu istnieją duże obszary bagien.
Około połowy obszaru obwodu (w części północnej) znajduje się na terenie, na którym panuje wieczna zmarzlina.

### Położenie geograficzne i granice

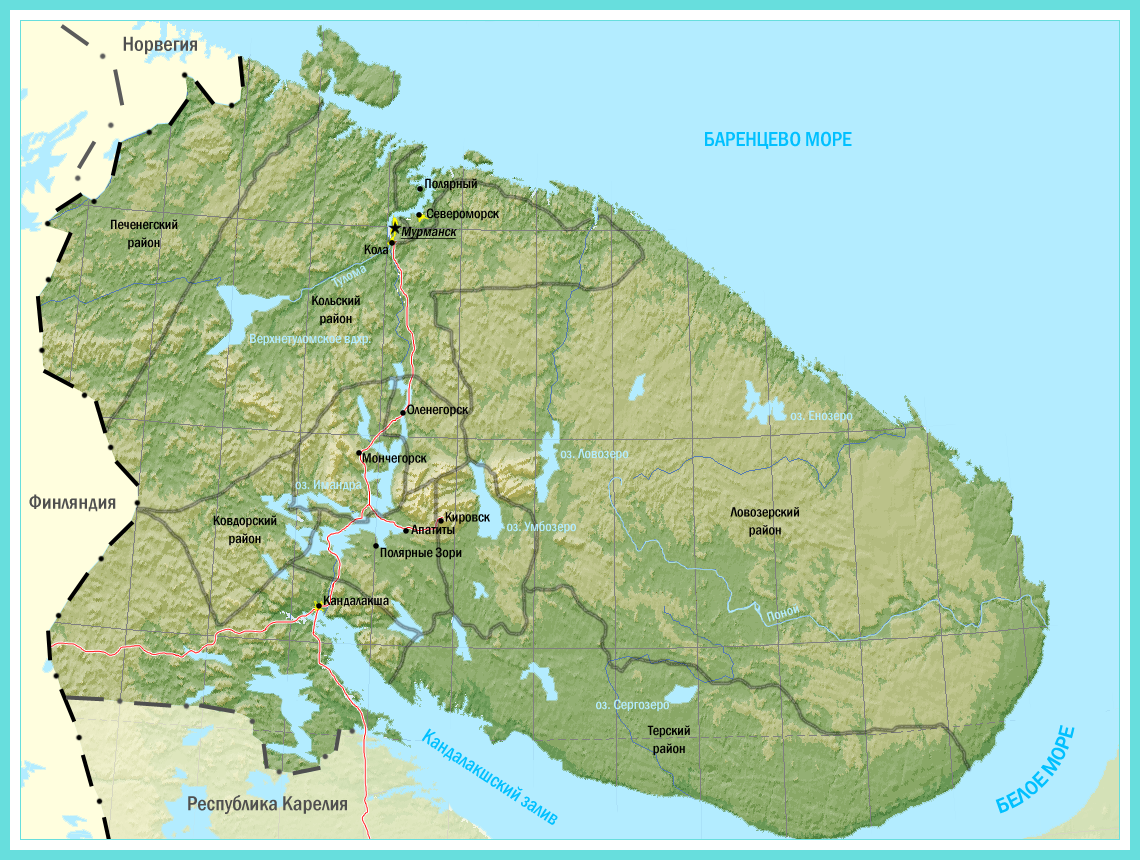
Mapa obwodu murmańskiego

Obwód murmański położony jest w północnej Europie; większa część obszaru leży na Półwyspie Kolskim. Zdecydowana większość tych terenów (oprócz krańców południowo-wschodnich) znajduje się za kołem podbiegunowym.
Od południa region graniczy z autonomiczną rosyjską republiką Karelii, od zachodu – z Norwegią i Finlandią. Z pozostałych stron obwód otoczony jest przez wody Morza Białego i Morza Barentsa.

#### Przynależność administracyjna
Pod względem administracyjnym obwód murmański wchodzi w skład utworzonego w 2000 Północno-Zachodniego Okręgu Federalnego.

### Klimat

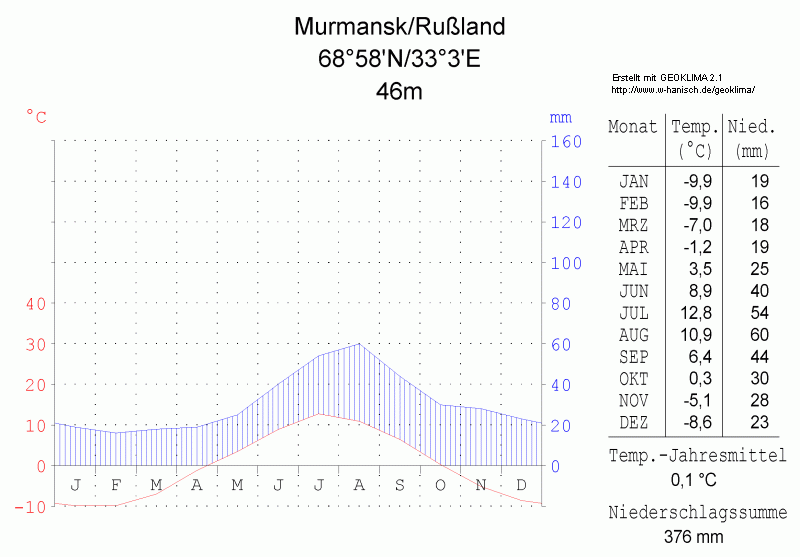
Diagram z przedstawionymi temperaturą i opadami w stolicy obwodu – Murmańsku

W południowej części obwodu panuje klimat umiarkowany chłodny typu morskiego, zaś na północy – klimat subpolarny, który jest jednak znacznie łagodzony przez wpływ płynącego w pobliżu ciepłego prądu morskiego – Golfstromu. Ten właśnie prąd sprawia, iż woda w morzu nie zamarza i możliwa jest żegluga przez cały rok, a Murmańsk jest jedynym niezamarzającym rosyjskim portem.
Zima w regionie jest surowa, zwłaszcza z dala od wybrzeży morskich, i niezbyt śnieżna. Wcześnie rozpoczyna się okres przymrozków.
Średnia temperatura powietrza w miesiącu najchłodniejszym (styczniu) waha się od –8 °C na wybrzeżu do –13 °C, w głębi lądu, a nawet spada jeszcze niżej na obszarach górskich. Najniższa zanotowana w Murmańsku temperatura to –44 °C. Lato jest krótkie i chłodne; średnia temperatura to od +8 °C (na wybrzeżu) do +13 °C wewnątrz kraju.
Opady w regionie mają głównie postać deszczu; największe ich nasilenie występuje w sierpniu. Rocznie na terenie obwodu notuje się średnio ok. 400 mm opadów.
Położenie na tak wysokiej szerokości geograficznej sprawia, iż zimą w regionie panuje noc polarna, a latem – dzień polarny.

### Hydrologia

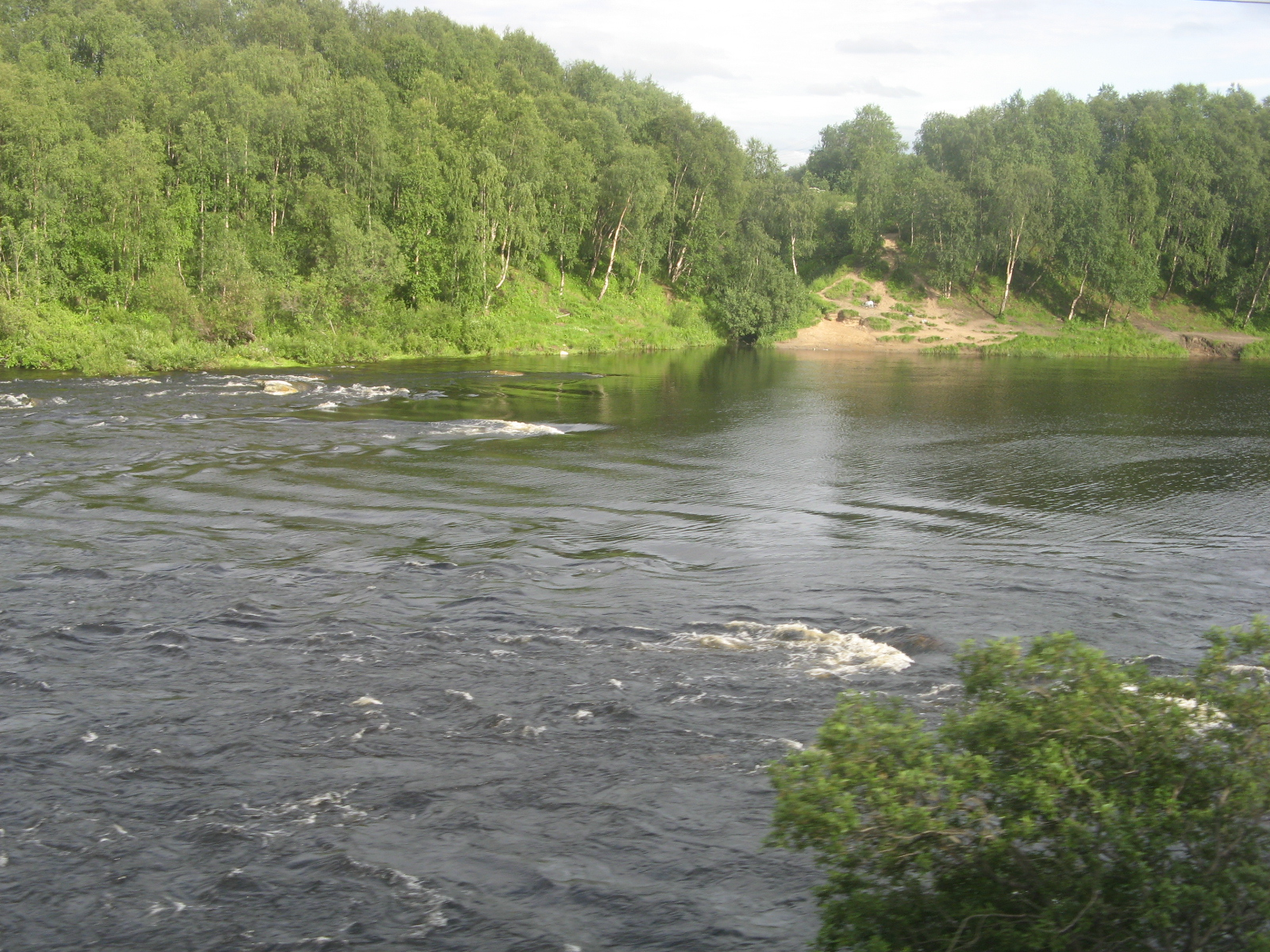
Rzeka Kola

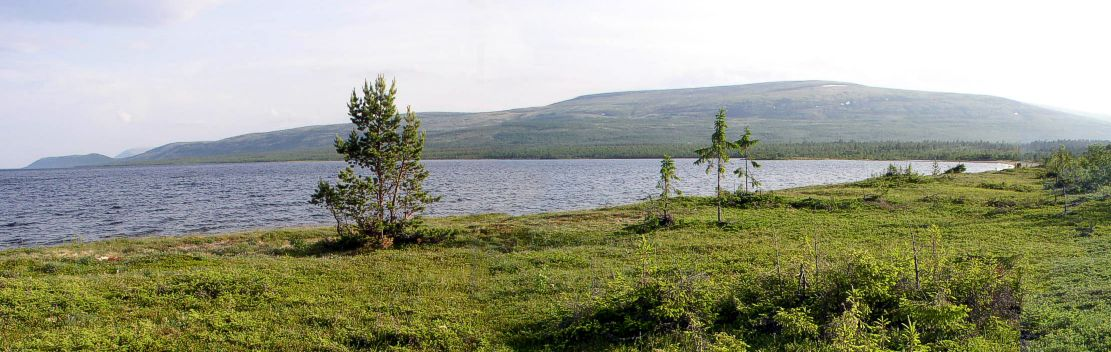
Jezioro Umboziero

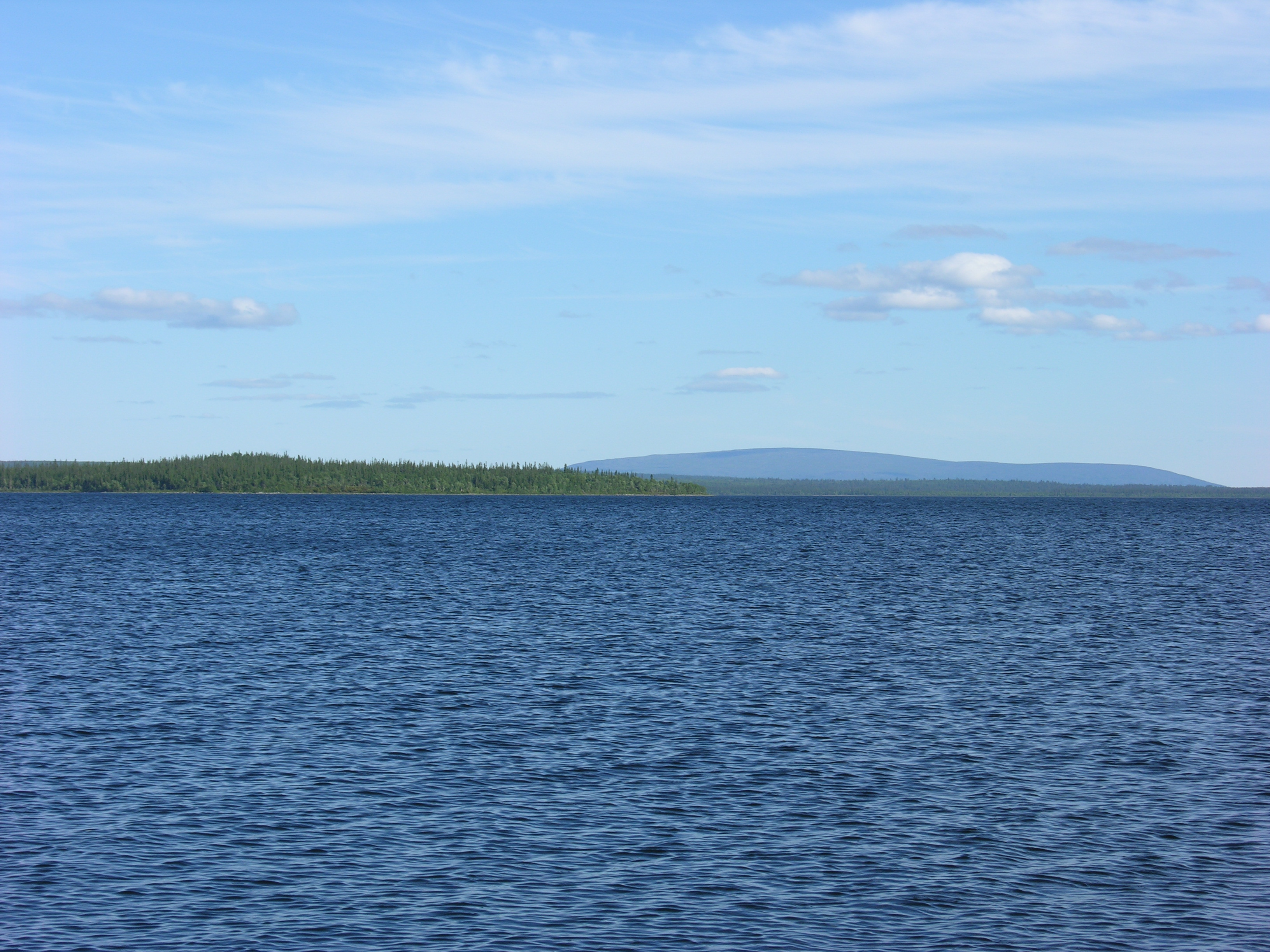
Jezioro Łowoziero

W nieodległej przeszłości geologicznej teren obwodu był w całości pokryty przez lodowiec i wraz z jego topnieniem na powierzchni ziemi pojawiała się gęsta sieć różnego rodzaju pradolin, tworzonych przez wodę z topniejącego lodu. Z tego też powodu sieć rzeczna pokrywająca obszar obwodu jest gęsta. Tutejsze rzeki z powodu bliskości morza nie osiągają dużych długości – największa rzeka regionu – Ponoj ma 426 km długości. Topniejący lodowiec pozostawił zagłębienia, w których powstały liczne jeziora, spośród których największym jest Imandra (powierzchnia 876 km²).
Poza wodami powierzchniowymi na terenie obwodu istnieją bogate zasoby wód podziemnych.
Część wód jest uwięziona w ziemi z powodu wiecznej zmarzliny, występującej na ok. połowie obszaru obwodu murmańskiego.

#### Rzeki
Największymi rzekami regionu są (w kolejności alfabetycznej):
- Jokanga
- Kola
- Łotta
- Niwa
- Ponoj
- Purnacz
- Strielna
- Tułoma
- Tumcza
- Umba
- Warzuga
- Woronja

Dzięki korzystnemu ukształtowaniu powierzchni połączonemu z dużą ilością cieków wodnych istotne znaczenie w gospodarce rejonu odgrywa hydroenergetyka. Łączna moc miejscowych elektrowni wodnych od początku XXI wieku wynosi ok. 3 mld. kWh/rok.

#### Jeziora
Największe jeziora (w kolejności alfabetycznej):
- Czudziawr
- Imandra
- Jenoziero
- Kanoziero
- Łowoziero
- Umboziero

### Gleby
Na terenie obwodu przeważają typy gleb nie przedstawiające znaczenia pod względem rolniczym. Zaliczą się do nich gleby bielicowe, bielicowe iluwialno-humusowe i bielicowe tundrowe. Na południu przeważają gleby bielicowe bagienne, a na zachodzie – bagienne.

### Świat roślinny

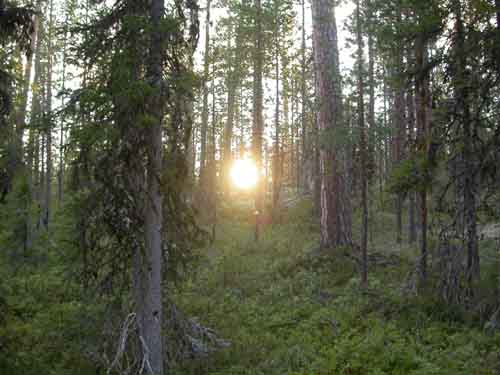
Tajga

Pod względem roślinnym obszar obwodu stanowi na północy tundra, ku południowi przechodząca w lasotundrę, a na południu – tajga.
Na północy obwodu praktycznie nie ma drzew, nie licząc form karłowatych brzozy i osiki. Im dalej na południe, tym częściej spotykane są wysokie drzewa: głównie świerki, rzadziej też sosny. Na południu regionu ciągną się wielkie połacie lasów północnych – tajgi.
Na obszarze tundry rosną głównie różne gatunki mchów i porostów. Tundra rodzi także wiele jadalnych owoców: jagody, moroszki, borówki (bagienne), brusznice, żurawiny i in.
Spore obszary regionu (zwłaszcza na południowym wschodzie) stanowią bagna i pokrywa je roślinność typowa dla obszarów podmokłych.

### Fauna
Fauna obwodu murmańskiego jest dość uboga, natomiast charakterystyczne jest to, że fauna wodna jest bardziej urozmaicona niż fauna lądowa.
Występują tutaj lisy, kuny, gronostaje, można zobaczyć również wilki i niedźwiedzie brunatne. Licznie występującym gatunkiem są łosie oraz renifery; roi się też od wiewiórek.
Z ptaków w tundrze zobaczyć można sowy śnieżne, cietrzewie i głuszce. W lasach żyją m.in. gile, różne gatunki sikorek.
Bliskość wybrzeży morskich sprawia, że w obwodzie murmańskim żyją liczne gatunki mew i innych ptaków związanych z morzem.
W wodach morskich i śródlądowych obwodu występują wątłusze (dorsze atlantyckie), morskie okonie, śledzie i różne gatunki pstrągów.

## Historia
Obszar obwodu murmańskiego do średniowiecza zaludniony był przez nieliczne ludy ugrofińskie. Być może zapuszczali się tutaj nieliczni rybacy skandynawscy. Około XII wieku pojawili się tutaj pierwsi Rosjanie; byli to rybacy mający łowiska na Morzu Białym. Z racji niesprzyjającego osadnictwu klimatu oraz braku (znanych ówcześnie) bogactw rejon ten nie był przedmiotem zainteresowania osadników i aż do początku XX wieku żyło tutaj tylko kilka tysięcy osób, w dużej mierze rdzennej ludności północnej Europy – Lapończyków. Większy napływ osadników z Rosji nastąpił dopiero po założeniu miasta Murmańsk w 1916, jednak dopiero intensywne uprzemysłowienie tych terenów w okresie Związku Radzieckiego spowodowało gwałtowny wzrost zaludnienia. W ciągu 13 lat (1926–1939) liczba ludności tych obszarów wzrosła 13-krotnie (z 22,87 do 291,3 tys.).

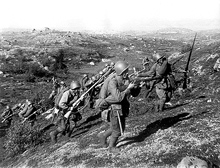
Radzieccy żołnierze zajmujący Petsamo (dziś Peczenga) w trakcie ofensywy w 1944

Wraz ze wzrostem populacji pojawiła się konieczność utworzenia odrębnej jednostki administracyjnej. Obwód murmański oficjalnie utworzono 28 maja 1938.
Po II wojnie światowej w skład obwodu weszły pewne obszary odebrane Finlandii, m.in. port w Peczendze (fin. Petsamo).
W okresie powojennym wzrost populacji nie był już aż tak gwałtowny, niemniej jednak na początku lat 80. populacja obwodu przekroczyła milion osób.

## Gospodarka
Produkt krajowy brutto obwodu murmańskiego w 2005 wyniósł 149,1 mld rubli, co daje statystycznie 163,3 tys. rub. na mieszkańca.
Podstawą gospodarki jest górnictwo (wydobycie apatytów i nefelinów, rud niklu, miedzi, żelaza). W obwodzie istnieje rozwinięty przemysł rybny, wydobywczy, chemiczny, drzewny oraz hutnictwo (głównie metali nieżelaznych). Mniejsze znaczenie gospodarcze ma hodowla reniferów i myślistwo, które pozostają głównym zajęciem rdzennych mieszkańców obwodu – Lapończyków.

### Energetyka
Głównym producentem energii elektrycznej na terenie obwodu jest Kolska Elektrownia Atomowa o mocy 1760 MW. Pozostałe elektrownie i elektrociepłownie mają w porównaniu z nią znacznie mniejszy potencjał i tak druga pod względem mocy Elektrociepłownia Apatycka ma moc 323 MW, a trzecia w kolejności Elektrociepłownia Murmańska tylko 12 MW. Istotną rolę w energetyce odgrywa energia pozyskiwana przez elektrownie wodne. Ich łączna moc na terenie obwodu to 1550 MW, co niemal dorównuje elektrowni atomowej
Na terenie obwodu znajduje się unikalna elektrownia, wykorzystująca do produkcji energii pływy morskie (Kisłogubska elektrownia pływowa ros. Кислогубская приливная электростанция), jedyny tego typu obiekt w Rosji.

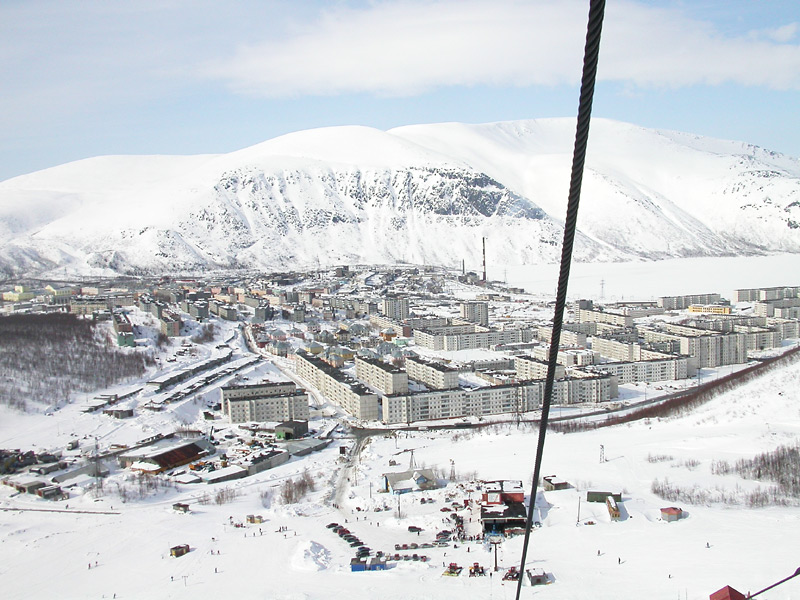
Kirowsk zimą

### Turystyka
W ostatnich latach w regionie rozwija się turystyka. Odwiedzający obwód mają możliwość zetknięcia się z nieskażoną przyrodą pozostającą w stanie nietkniętym ludzką ręką.
Pasmo górskie Chibiny jest dość popularnym w północnej Rosji miejscem do uprawiania alpinizmu.

### Surowce mineralne
Na terenie obwodu murmańskiego znajdują się liczne złoża surowców mineralnych.
Głównymi kopalinami wydobywanymi na terenie obwodu jest apatyt oraz nefelin. Wydobywany w regionie apatyt jest cennym surowcem do produkcji nawozów fosforowych, zaś nefelin wykorzystuje się do uzyskiwania aluminium. Ponadto obszar obwodu jest ważnym źródłem wydobycia rud żelaza; z regionu pochodzi ok. 10% całej rosyjskiej produkcji tego surowca. W regionie znajdują się także liczne złoża rud miedzi i niklu. Na terenie obwodu znajdują się także złoża rud uranowych oraz ogromne zapasy torfu.
Ponadto obwód jest miejscem, gdzie znajdują się liczne źródła skał i kamieni wykorzystywanych w budownictwie i dekoracji, m.in. diorytu.
Na przyległym do lądowego terytorium obwodu szelfie na Morzu Barentsa wydobywana jest ropa naftowa; teren ten jest także miejscem zalegania jednych z największych na świecie złóż gazu ziemnego (tzw. Sztokmanowskie złoża gazowe).

### Transport

#### Transport drogowy
Sieć drogowa na terenie obwodu jest słabo rozwinięta w stosunku do obszaru i ludności tej jednostki podziału administracyjnego.
Na terenie obwodu znajduje się ważna droga kołowa M-18 „Kola”, prowadząca z Sankt Petersburga, przez Pietrozawodsk i Murmańsk, aż do granicy norweskiej.
W sumie na terenie regionu znajduje się 2566 km dróg, z czego 2472 km (96,3%) ma utwardzaną nawierzchnię, co daje 17,1 km dróg bitych na 1 tys. km². Spośród 145 wiosek na terenie obwodu drogi o utwardzonej nawierzchni docierają do 106.

#### Transport kolejowy
Głównym szlakiem kolejowym w obwodzie jest linia łącząca Biełomorsk z Murmańskiem z regionalnymi odgałęzieniami na Ałakurtti, Kowdor, Rewdę, Monczegorsk, Wajengę, Nikiel i Liinachamari.

## Demografia
Rdzennymi mieszkańcami obwodu są Lapończycy. W wyniku nasilonego osadnictwa obecnie stanowią oni jedynie 0,2% populacji. Przeważającą grupą narodowościową są Rosjanie. Blisko 40% populacji regionu żyje w stolicy obwodu – Murmańsku.

### Gęstość zaludnienia
Średnia gęstość zaludnienia na terenie obwodu wynosi 6 os./km². W rzeczywistości występują duże różnice w tym zakresie pomiędzy poszczególnymi częściami obwodu; największe zagęszczenie populacji (poza obszarami miejskimi) występuje w okolicach jeziora Imandra – nawet do 20 os./km², zaś wielkie obszary na oddalonych od wybrzeży terenach Półwyspu Kola pozostają niemal bezludne.

### Spadek liczby ludności

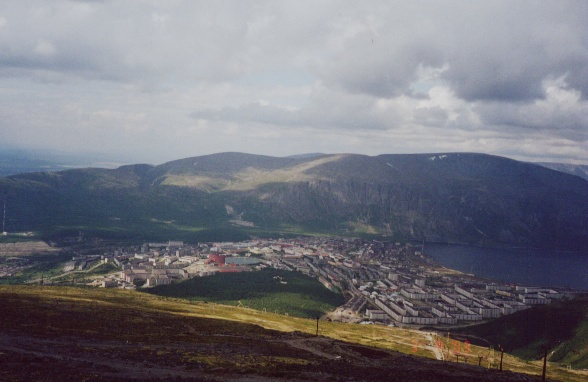
Panorama Kirowska

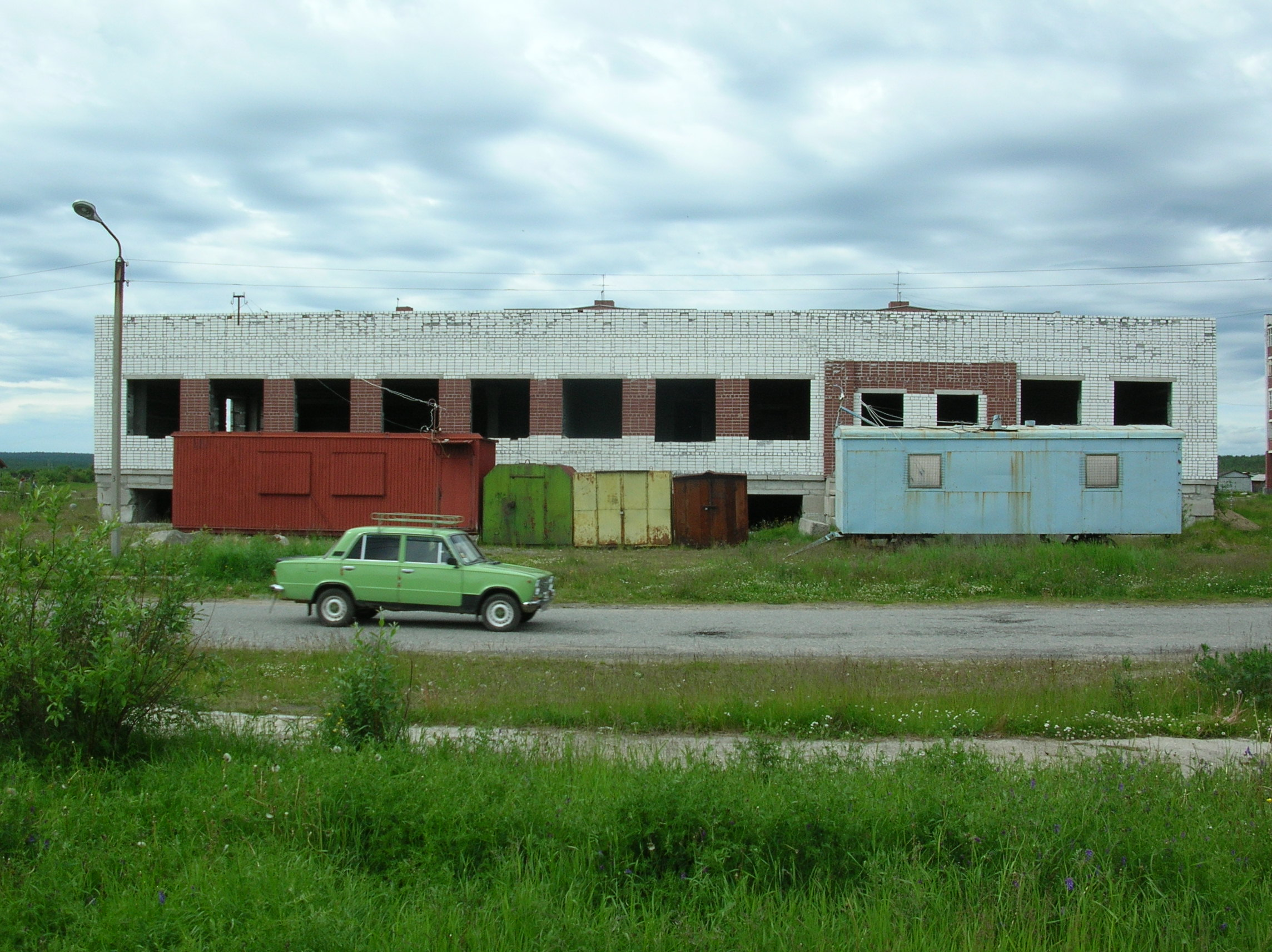
Łowoziero

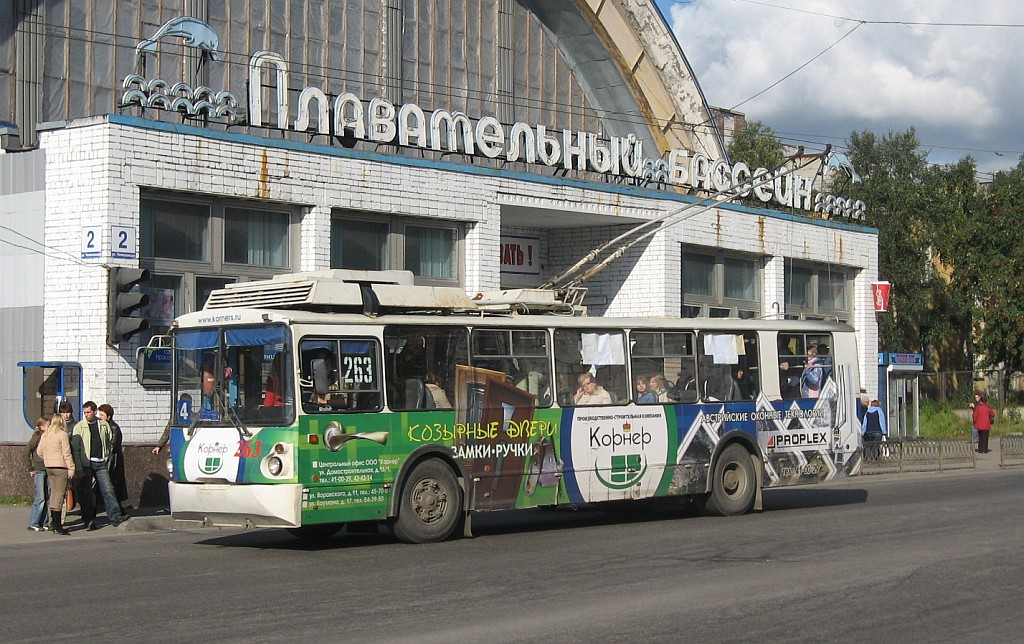
Trolejbus w Murmańsku

Liczba mieszkańców obwodu, podobnie jak całej Rosji zmniejsza się. Od 1989 liczba mieszkańców spadła aż o 23% (w całej Rosji – o ok. 3%). Jest to spowodowane niskim poziomem przyrostu naturalnego oraz bezrobociem i wynikającą z niego emigracją ludności do innych części kraju, gdzie bezrobocie jest mniejsze i bardziej przyjaznych pod względem klimatycznym. Ponadto często osoby, które w latach 50. i 60. otrzymały zatrudnienie i osiedliły się na terenie obwodu, po otrzymaniu uprawnień emerytalnych wyjeżdża z zimnego i niegościnnego regionu i powraca w rodzinne strony lub osiedla się w innych częściach Rosji.
W 2005 kraj zamieszkiwało ok. 872 800 osób, co oznacza, iż od spisu powszechnego z 2002 populacja zmniejszyła się o ponad 20,2 tys. ludzi (tj. ponad 2,26%).
Zmiany liczby mieszkańców
| Rok  | Liczba ludności (w tys.) |
| ---- | ------------------------ |
| 1926 | 22,87                    |
| 1939 | 291,3                    |
| 1959 | 567,64                   |
| 1970 | 807,06                   |
| 1979 | 977,91                   |
| 1989 | 1.164,93                 |
| 2002 | 893,03                   |
| 2005 | 872,8                    |
| 2020 | 733,1                    |

### Statystyki demograficzne
Ludność ogółem: 892 534 (2002)
- Według miejsca zamieszkania:
  - Ludność miejska: 823 215 (92,2%)
  - Ludność wiejska: 69319 (7,8%)
- Według płci:
  - Mężczyźni: 435 135 (48,8%)
  - Kobiety: 457 399 (51,2%)
  - Liczba kobiet przypadająca na 1000 mężczyzn: 1051
- Według wieku:
  - Przeciętny wiek (dla ogółu populacji): 34,4 lat
  - Przeciętny wiek w mieście: 35,0 lat
  - Przeciętny wiek na wsi: 27,9 lat
  - Przeciętny wiek mężczyzny: 31,1 lat
  - Przeciętny wiek kobiety: 38,2 lat
- Gospodarstwa domowe:
  - Liczba gospodarstw domowych ogółem: 349 135 (zamieszkanych przez 856 448 osób)
  - Liczba gospodarstw domowych w miastach: 324 840 (zamieszkanych przez 796 490 osób)
  - Liczba gospodarstw domowych na wsiach: 24 295 (zamieszkanych przez 59 958 osób).

### Skład etniczny

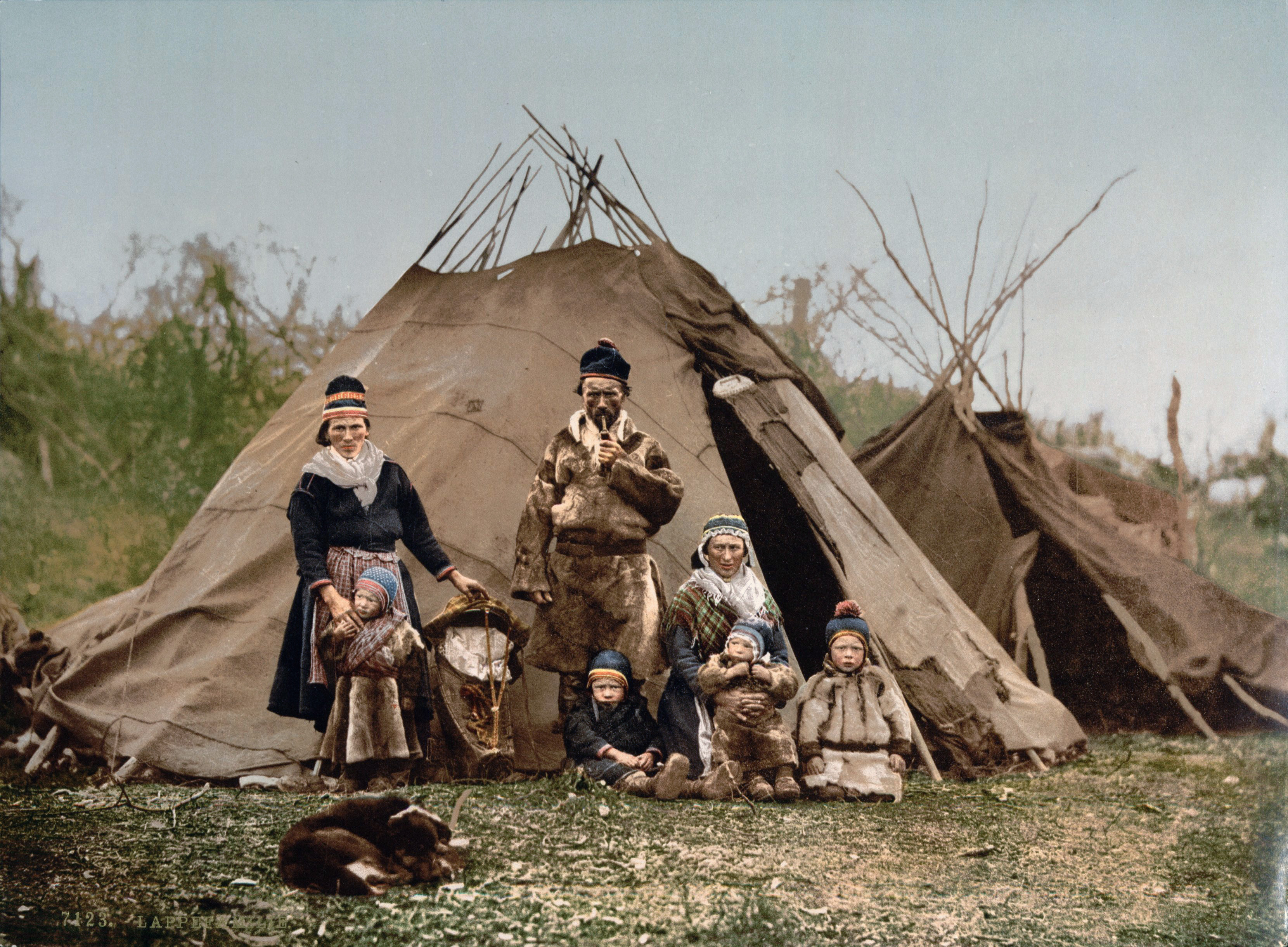
Lapończycy – rdzenna ludność obwodu

Skład etniczny populacji
(dane spisowe z 2002)
- Rosjanie: 85,2%
- Ukraińcy: 6,4%
- Białorusini: 2,3%
- Tatarzy: 0,9%
- Azerowie: 0,5%
- Czuwasze: 0,3%
- Mordwini: 0,3%
- Karelowie: 0,3%
- Komiacy: 0,2%
- Mołdawianie: 0,2%
- Ormianie: 0,2%
- Lapończycy: 0,2%,
- pozostałe narodowości: 0,2%
- osoby o nieustalonej przynależności etnicznej lub bez takiej przynależności: 1,2%

#### Zmiany struktury etnicznej
Zmiany liczby przedstawicieli poszczególnych narodów i ich udziału w populacji (na podstawie danych ze spisów powszechnych).
|             | 19261)         | 19391)          | 1959            | 1970            | 1979            | 1989            | 2002            |
| ----------- | -------------- | --------------- | --------------- | --------------- | --------------- | --------------- | --------------- |
| Rosjanie    | 16 719 (73,1%) | 244 693 (84,0%) | 484 199 (85,3%) | 676 319 (84,6%) | 819 492 (83,8%) | 965 727 (82,9%) | 760 862 (85,2%) |
| Ukraińcy    | 212 (0,9%)     | 16 730 (5,7%)   | 32 384 (5,7%)   | 56 279 (7,0%)   | 81 177 (8,3%)   | 105 079(9,0%)   | 56 845 (6,4%)   |
| Białorusini | 121 (0,5%)     | 4039 (1,4 c%)   | 19 996 (3,5%)   | 29 449 (3,7%)   | 34 330 (3,5%)   | 38 794 (3,3%)   | 20 335 (2,3%)   |
| Tatarzy     | 311 (1,4%)     | 4446 (1,5%)     | 5566 (1,0%)     | 7521 (0,9%)     | 9530 (1,0%)     | 11 459 (1,0%)   | 7944 (0,9%)     |
| Lapończycy  | 1708 (7,5%)    | 1755 (0,6%)     | 1687 (0,3%)     | 1715 (0,2%)     | 1565 (0,2%)     | 1615 (0,1%)     | 1769 (0,2%)     |
| Finowie     | 1697 (7,4%)    | 4317 (1,5%)     | 1197 (0,2%)     | 751 (0,1%)      | 710 (0,1%)      | 590 (0,05%)     | 426 (0,05%)     |
| Karelowie   | 414 (1,8%)     | 3804 (1,3%)     | 3766 (0,7%)     | 3577 (0,4%)     | 3482 (0,4%)     | 3505 (0,3%)     | 2203 (0,2%)     |
| pozostali   | 1676 (7,3%)    | 11 394 (3,9%)   | 18 877 (3,3%)   | 23 916 (3,0%)   | 27 546 (2,8%)   | 37 817 (3,2%)   | 42 150 (4,7%)   |

1) w granicach sprzed 1945

### Wyznania
Zdecydowana większość ludności wyznaje prawosławie. Po okresie ateizacji w czasach ZSRR pozostała duża liczba niewierzących. Z mniejszości wyznaniowych najliczniejsi są muzułmanie, stanowiący ok. 1,5% populacji.

## Miasta i osiedla typu miejskiego

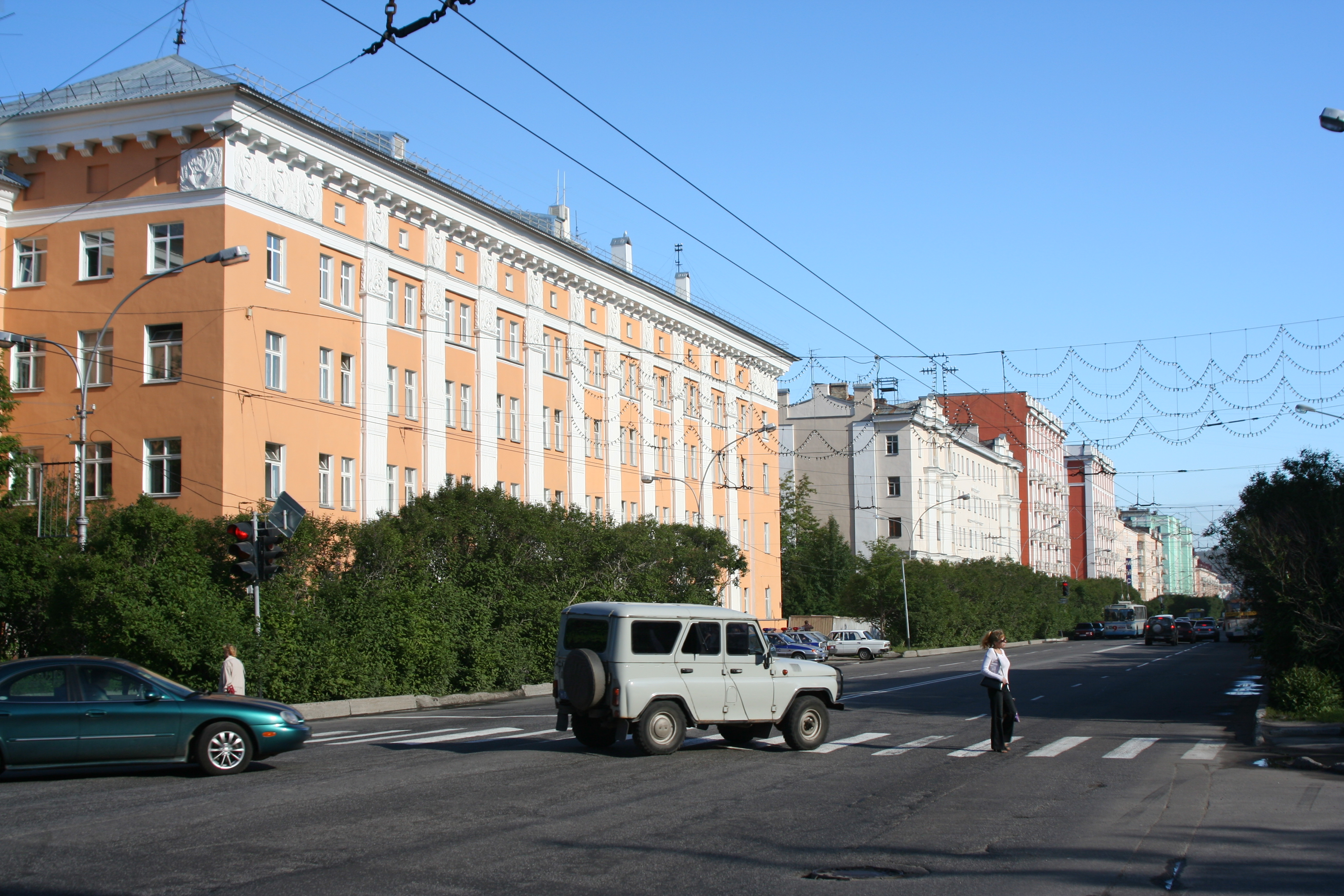
Murmańsk to stolica i największe miasto obwodu oraz niezamarzający port morski

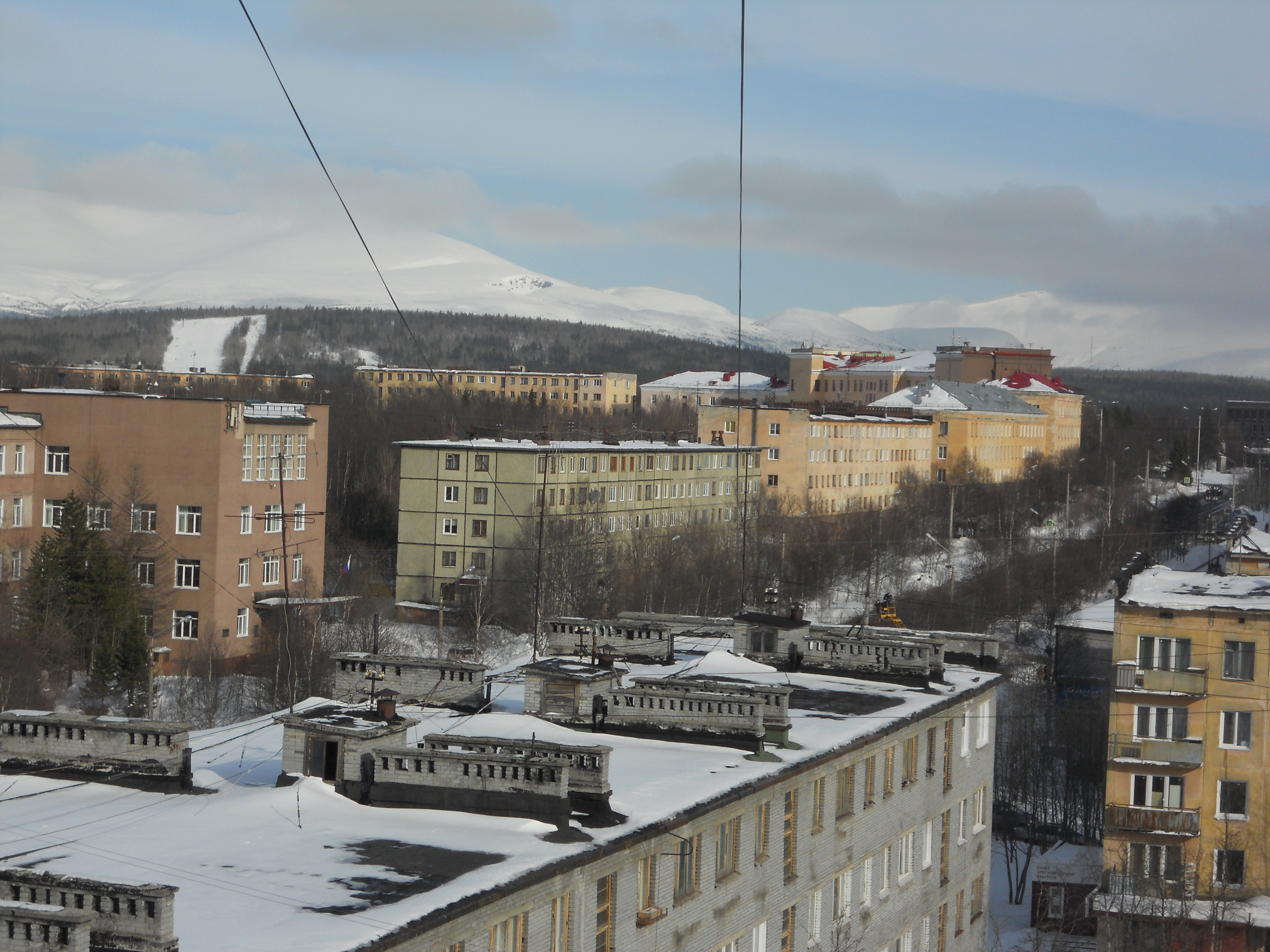
Apatyty to drugie pod względem wielkości miasto obwodu, założone w związku z wydobyciem złóż rud apatyto-nefelinowych

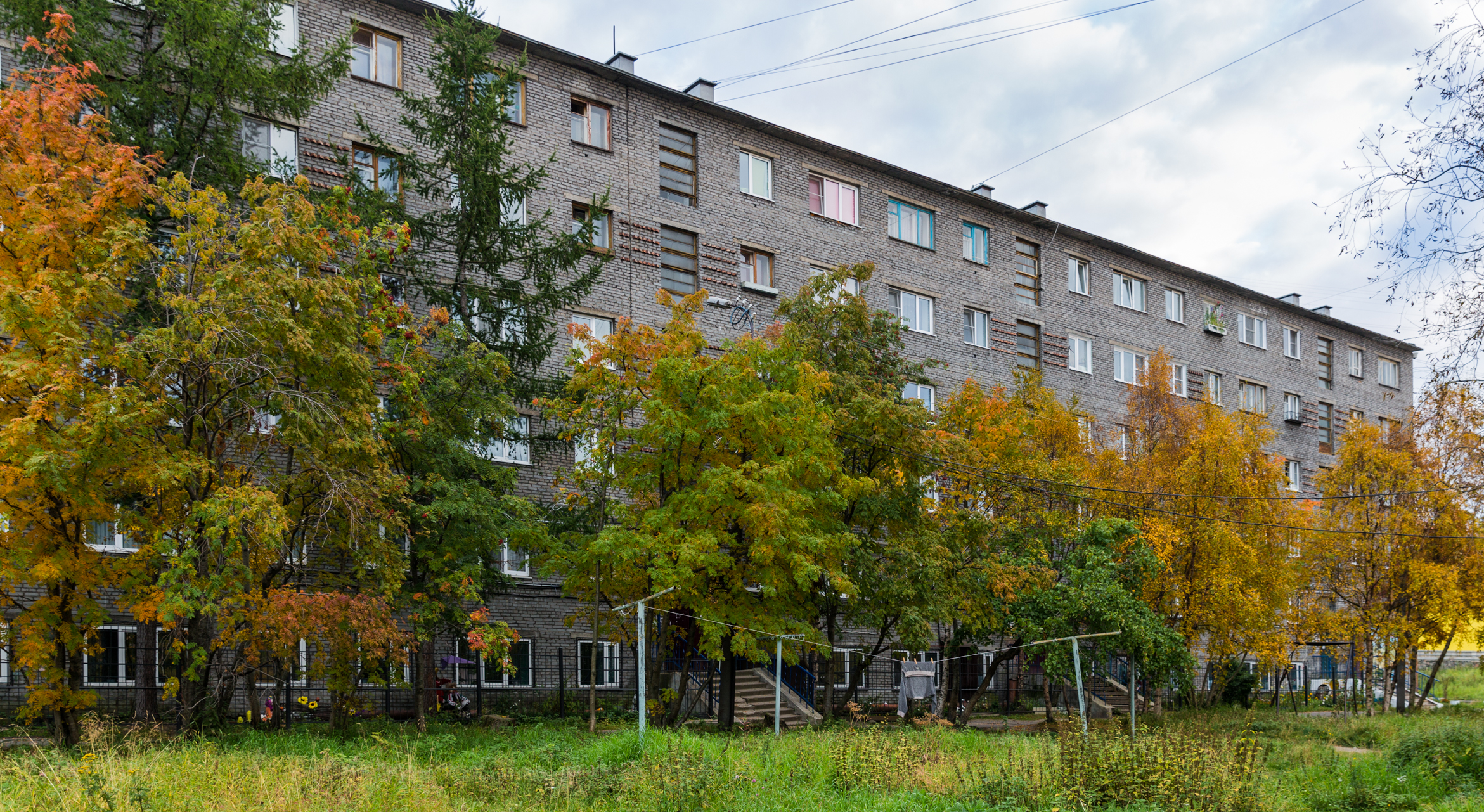
Kandałaksza jest jedną z najstarszych miejscowości obwodu

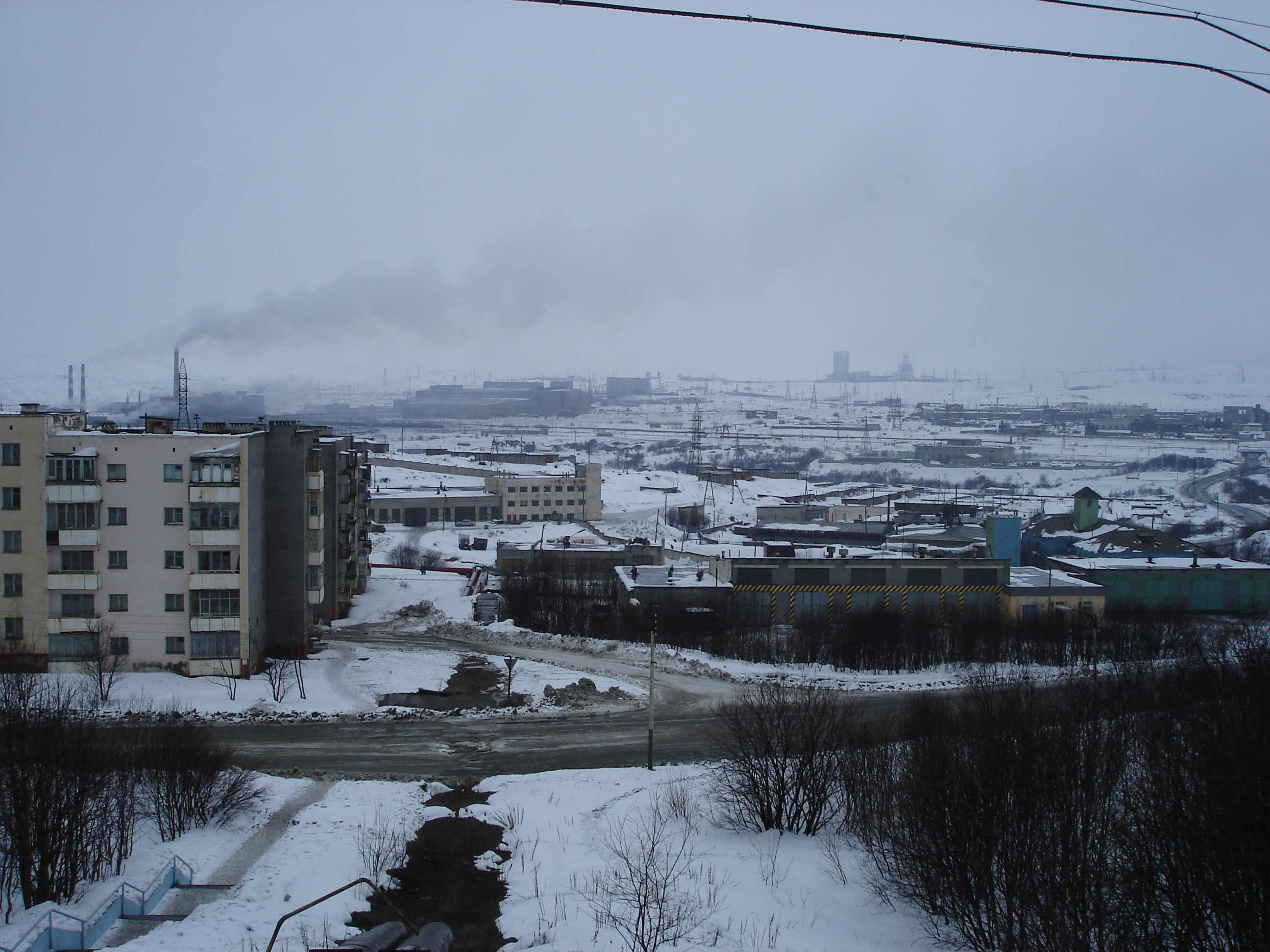
Zapolarnyj to miasto założone na terytorium utraconym przez Finlandię w 1944

Na terenie obwodu murmańskiego znajduje się 16 miast i 13 osiedli typu miejskiego. W poniższej tabeli miasta wyróżniono pogrubieniem.
| Nazwa              | Nazwa rosyjska  | Liczba mieszkańców (2006) |
| ------------------ | --------------- | ------------------------- |
| Apatyty            | Апатиты         | 62 929                    |
| Gadżyjewo          | Гаджиево        | 12 569                    |
| Kandałaksza        | Кандалакша      | 38 641                    |
| Kildinstroj        | Кильдинстрой    | 2746                      |
| Kirowsk            | Кировск         | 30 925                    |
| Kola               | Кола            | 10 644                    |
| Kowdor             | Ковдор          | 19 906                    |
| Mołocznyj          | Молочный        | 5614                      |
| Monczegorsk        | Мончегорск      | 50 129                    |
| Murmańsk           | Мурманск        | 320 962                   |
| Murmaszi           | Мурмаши         | 15 859                    |
| Nikiel             | Никель          | 15 605                    |
| Oleniegorsk        | Оленегорск      | 23 581                    |
| Ostrownoj          | Островной       | 4502                      |
| Peczenga           | Печенга         | 2967                      |
| Polarnyj           | Полярный        | 17 183                    |
| Polarnyje Zori     | Полярные Зори   | 15 711                    |
| Rewda              | Ревда           | 9773                      |
| Roslakowo          | Росляково       | 9648                      |
| Safonowo           | Сафоново        | 4961                      |
| Siewieromorsk      | Североморск     | 54 067                    |
| Snieżnogorsk       | Снежногорск     | 13 932                    |
| Tumannyj           | Туманный        | 893                       |
| Umba               | Умба            | 5893                      |
| Widiajewo          | Видяево         | 7004                      |
| Wierchnietułomskij | Верхнетуломский | 1922                      |
| Zaoziorsk          | Заозёрск        | 13 275                    |
| Zapolarnyj         | Заполярный      | 18 321                    |
| Zielenoborskij     | Зеленоборский   | 7165                      |

## Władza i administracja
Obwód murmański, podobnie jak inne podmioty Federacji Rosyjskiej posiada dość szeroki zakres autonomii w sprawach lokalnych.
Władzę prawodawczą w regionie sprawuje lokalny parlament.
Naczelnym organem władzy wykonawczej oraz funkcję głowy obwodu sprawuje gubernator, powoływany przez parlament na wniosek prezydenta Federacji Rosyjskiej. Stoi on także na czele lokalnego rządu. Obecnie funkcję gubernatora sprawuje Jurij Jewdokimow.

## Podział administracyjny
Obwód murmański dzieli się na 5 rejonów. Największe miasta i osiedla typu miejskiego nie wchodzą w skład powstałych w ten sposób rejonów, lecz tworzą rejony miejskie, których jest 14. Niekiedy w ramach jednego rejonu miejskiego znajduje się kilka miast lub osiedli (jedno główne i 2-3 mniejsze), a powierzchnia takiego okręgu wielkością nie odbiega od powierzchni mniejszych spośród rejonów ziemskich.

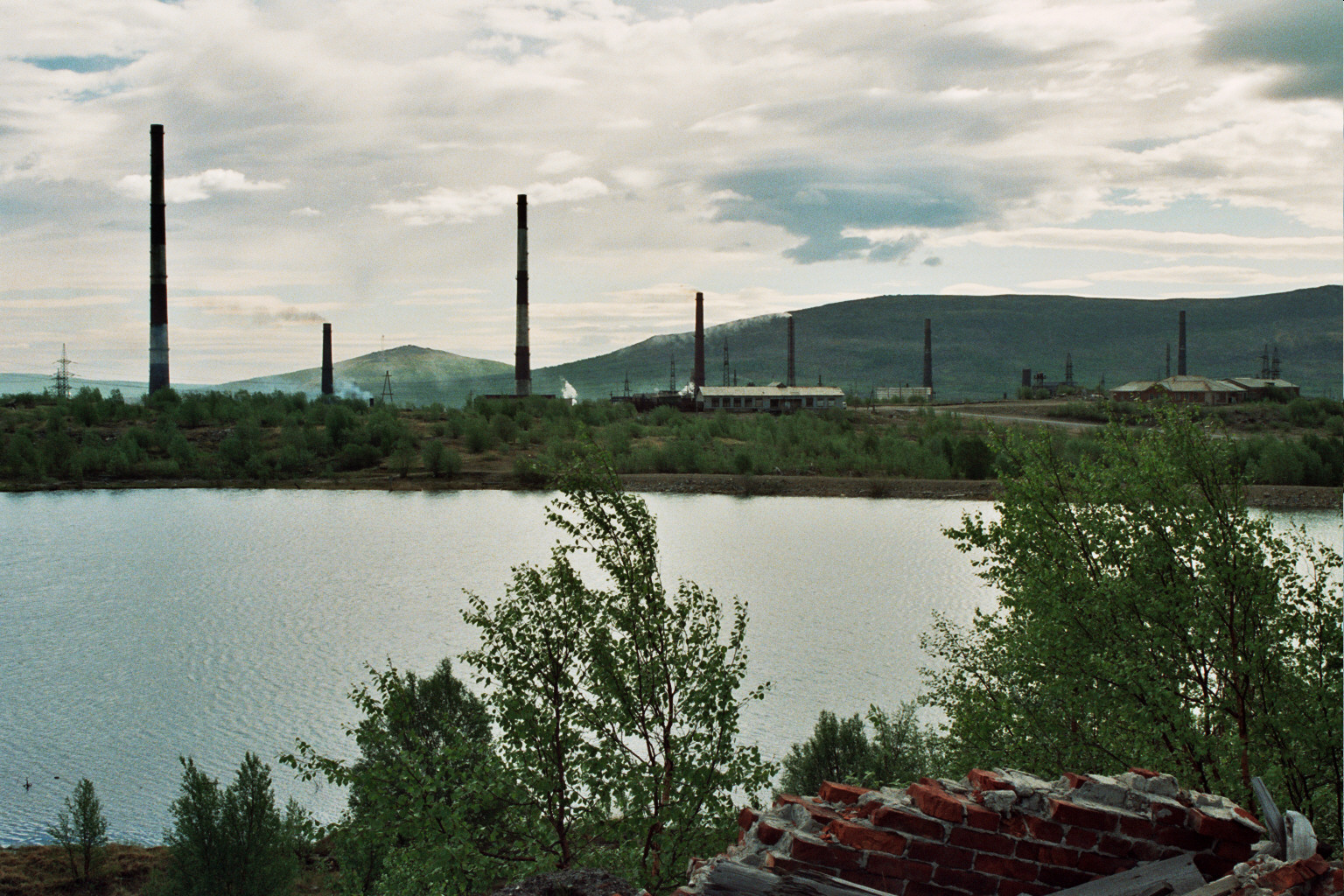
Fabryki w Monczegorsku

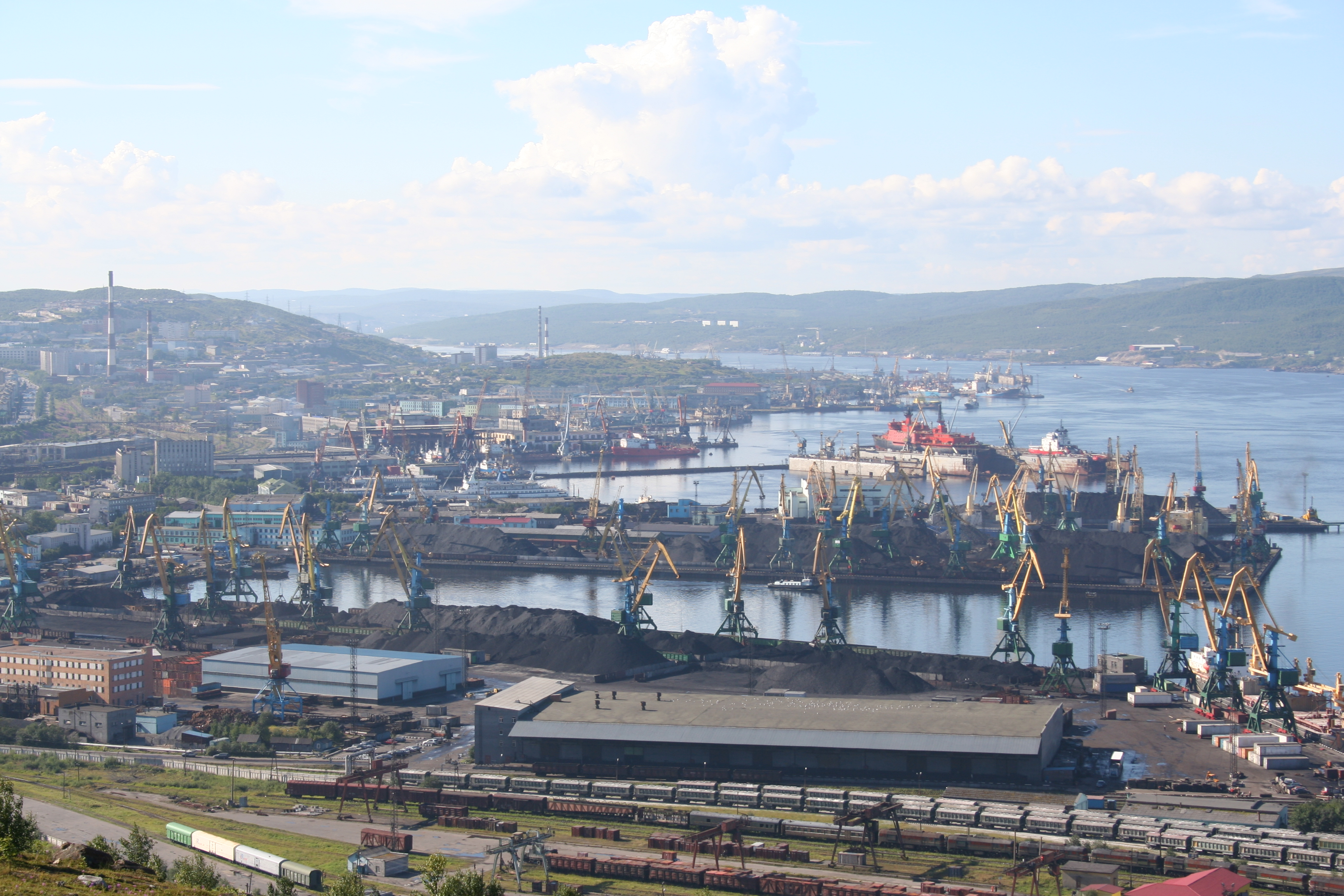
Port w Murmańsku

Rejony:
| Rejon        | Liczba mieszkańców | Ludność miejska | Ludność wiejska | Ośrodek administracyjny |
| ------------ | ------------------ | --------------- | --------------- | ----------------------- |
| Kolski       | 50 717             | 37 678          | 13 039          | Kola                    |
| Kowdorski    | 23 152             | 19 906          | 3246            | Kowdor                  |
| Łowozierski  | 13 466             | 9773            | 3693            | Łowoziero               |
| Peczengijski | 45 445             | 36 893          | 8552            | Nikel                   |
| Tierski      | 6765               | 5893            | 872             | Umba                    |

Rejony miejskie:
| Rejon miejski  | Liczba mieszkańców | Ludność miejska | Ludność wiejska |
| -------------- | ------------------ | --------------- | --------------- |
| Murmańsk       | 320 962            | 320 962         | ---             |
| Apatyty        | 62 934             | 62 929          | 5               |
| Gażyjewo       | 15 605             | 12 569          | 3036            |
| Kandałaksza    | 57 731             | 45 806          | 11 925          |
| Kirowsk        | 33 759             | 30 925          | 2834            |
| Monczegorsk    | 53 183             | 50 129          | 3054            |
| Oleniegorsk    | 32 715             | 23 581          | 9134            |
| Ostrownoj      | 4597               | 4502            | 95              |
| Polarnyj       | 17 311             | 17 183          | 128             |
| Polarnyje Zori | 18 496             | 15 711          | 2785            |
| Siewieromorsk  | 73 558             | 68 676          | 4882            |
| Snieżnogorsk   | 13 932             | 13 932          | ---             |
| Widiajewo      | 7004               | 7004            | ---             |
| Zaoziorsk      | 13 275             | 13 275          | ---             |

## Ciekawostki

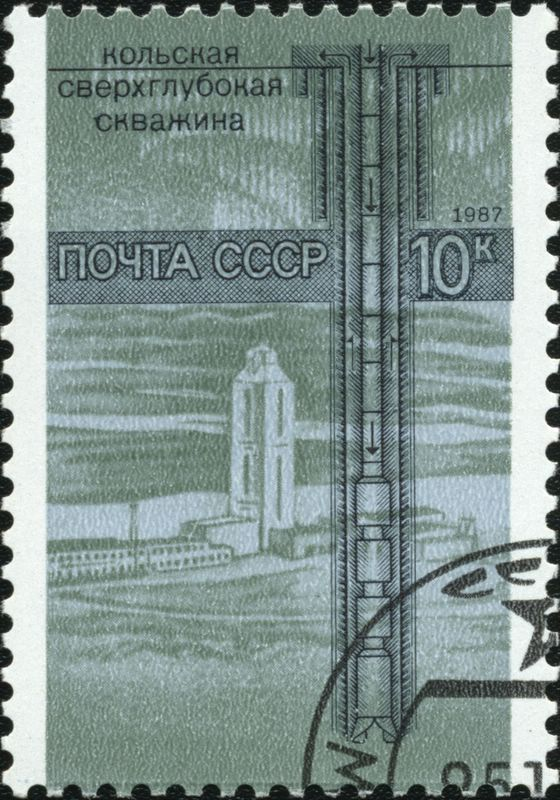
Odwiert SG-3 na radzieckim znaczku pocztowym z 1987 r.

Na terenie obwodu znajduje się najgłebszy odwiert na świecie. Wydrążony w latach 1970–1989 SG-3 ma głębokość 12 262 m. W latach 1989–2008 był również najdłuższym odwiertem na świecie.

## Tablice rejestracyjne
Tablice pojazdów zarejestrowanych w obwodzie murmańskim mają oznaczenie 51 w prawym górnym rogu nad flagą Rosji i literami RUS.